# Indigofera griseoides
Indigofera griseoides är en ärtväxtart som beskrevs av Hermann August Theodor Harms. Indigofera griseoides ingår i släktet indigosläktet, och familjen ärtväxter. Inga underarter finns listade i Catalogue of Life.